# 读书无用论
读书无用论古已有之，但现在多指在中華人民共和國興起一時的社會風潮，后共有三次。第一次是在文化大革命期間；第二次是在二十世纪八十年代中后期；第三次則是1999年后至今教育產業化引發的大學擴招，進而導致大學學歷急劇貶值。“读书”指在中国教育体系下，到学校上学，学习中国政府规定要学的课程，不包括根据自己实际需要而进行的自学、在社会上报读培训班、当学徒和实用教育。读书无用论的支持者认为，学校教育不注重教授生活和工作所需要的实用知识，增加学生负担之余，还浪费时间和金钱。因为年轻人性格容易冲动，政府推行学校教育的目的，不是让学生学习谋生技能和实用知识，而是防止年轻人过早出来社会工作，埋下社会不稳定的隐忧，20世纪90年代，随着中国人平均寿命的提高，国企改制带来的大量下岗工人，就业市场紧张，如果年轻人同时进入就业市场，就会造成年轻人与富余劳动力竞争的局面，为了不让年轻人过早进入劳动市场，1998年11月，随着《关于启动中国经济有效途径——扩大招生量一倍》的建议书提出，1999年中国政府开始实行高校扩招。

## 古代
秦代的焚書坑儒政策後，百姓人人願遠離書本以明哲保身，以不對當朝代批評而為自保之道。
唐朝诗人章碣在《焚书坑》一诗中写道：“竹帛烟销帝业虚，关河空锁祖龙居。坑灰未冷山东乱，刘项原来不读书。”
北宋诗人苏轼有《洗儿戏作》：“人皆养子望聪明，我被聪明误一生。惟愿孩儿愚且鲁，无灾无难到公卿。”
据宋·王辟之《渑水燕谈录》记载，一个“与世相龃龉”的刘孟节，他常常凭栏静立，怀想世事，吁唏独语，或以手拍栏杆。曾经作诗说：“读书误我四十年，几回醉把栏干拍”。
清·和珅被下狱中，作诗曰：“对景伤前事，怀才误此身。”
清·李宝嘉《文明小史》第六回：“秀才造反，三年不成。无论他们有没这回事，可以不必理他。”
清·黄景仁《杂感》：“十有九人堪白眼，百无一用是书生。”
太平天国·杨秀清，读书不比实践有用，太平天国核心人物杨秀清从来没有读过书，但他在早期的土客之争和天地会活动中积累了丰富的实战经验，善于用兵。例如，1853年，他成功指挥太平军攻占南京，迅速摧毁了清朝的江北大营和江南大营，这些都是清朝最精锐的部队。而自幼熟读兵书的赵括，没有实战经验只会纸上谈兵，结果赵军在其带兵下在长平之战中大败。
从古至今，跟不上社会发展的旧知识变得没用，清末民初尤为明显，希望通过科举考取功名的读书人，在1905年科举制度被废除后，读书人失去了通过科举改变命运的机会，只会读四书五经的读书人，缺乏实用技能难以适应新的社会需求，生活陷入困顿。科举的废除让他们没法实现人生价值，精神上备受打击。
古代为考取功名的读书人“两耳不闻窗外事，一心只读圣贤书”，学习内容不是学习实用的知识与技能，以明朝和清朝为例，读书人，竭尽一生精力钻研八股文的写法，对政治，社会实际情况，人情世故缺乏了解。一旦为官，缺乏足够的实用知识与技能来应付民间大小事情，只好委任精于此道的幕僚师爷及下级官吏决策事宜，增加了行政费用之余，还使得吏治日渐败坏，政治难上轨道。而大部分考不上功名的读书人，因为学习期间忽略了对实用知识与技能的学习，投身社会后谋生比一般人还不如。

## 文化大革命期間
1968年秋“停课闹革命”以后，由于“智育第一”、“分数挂帅”、“白专道路”等受到猛烈批判，大中学生毕业纷纷上山下乡，学校教学秩序仍然混乱，且以政治（毛泽东思想）为主课，基础知识被大大削弱，社会上出现在校生不愿上学认真读书的思潮。是对文化大革命文化的一个测试，在文化大革命结束后人们总结出文革期间的文化教育政策是書讀得愈多愈反動。
比较典型的想法是，即使大学毕业也要三个面向，留不了大城市；既然要插队落户，当农民捏锄把，能写写算算就行了。读书还有啥用场，反倒落个“资产阶级知识分子”（“臭老九”）的骂名。而且无论来了什么样的运动，总要担着一分心──因为以往的“右派”、“反动学术权威”，都与被认定先天缺乏革命性的知识分子（称为“小资产阶级知识分子”）挂着钩。
这种思潮当时被概括为“读书无用论”，1969年到1972年间受到一定程度的批评。并上纲到是刘少奇“读书做官论”变种、封资修世界观毒害的高度，给予训斥。但由于社会大环境未发生根本变化，继续居于主导地位，仍然左右着人们的思想情绪和生活-志业选择。大学恢复招生（知青可以通过上大学回城），曾使得读书空气一度复苏，进学、励志之心重燃。但后来的批林批孔、批师道尊严、批教育黑线回潮等运动，很快又搞得师生双方都人人自危。
“开门办学”、“厂校挂钩”的教改，任军训、学工学农、政治学习、大批判冲击专业知识学习；课程设置着重政治课、削减课程，把物理和化学合并为“工业基础知识课”（简称“工基”）；把毛泽东著作、毛主席语录、大批判文章、马列主义、毛泽东思想融入到政治、语文、历史等教材中，"文革"期间的课程设置简单，学习的内容杂乱无章。小学课程有：数学、语文、思想品德（政治）、音乐（以革命歌曲为主）、革命文艺等。中学课程有：语文、数学、自然、工业读本、农业读本等等，用这些课程代替细密、科学分类和体系，由教师、学生、工军宣队和领导组成的“三结合”班子编写教材；让大批判贯穿教学，实行师生互教、工农兵上讲台，用实际操作、开卷考试代替规范考试；大学学制减到二到三年，只有少数人上大学，大学生参与学校的政治运动（建立了党支部和连队，准军事化管理，经常到工厂、农村、部队去学习和锻炼，叫“一不怕苦、二不怕死”），又要参加战备劳动，如做泥砖、挖防空洞等，“忆苦思甜”、经常观看“样板戏”，要“天天读”(读毛泽东选集）、开“活学活用毛主席著作讲用会”和“早请示、晚汇报”等活动，用在专业学习上的时间被大量占用。而较普遍的中小学，学制是小学五年、初中两年、高中两年，实际上有些地方是自行其是。教育内容稀薄、残缺、以政治为主，上学是半天劳动，半天上课。家长和学生认为，劳动占用时间太多，与其为学校劳动，不如自己回家干活的思想，也助长了读书无用论的盛行。
1976年元旦中国上映电影《决裂》影片除了回避当时中国教育，政治课占用大量时间的讨论禁区外。影片批判了学校教育，教授的内容学非所用。学生毕业出来工作后要由零开始，因为学校学的东西在实际生活和工作上根本用不上。
直到1977年恢复高考，召开了全国科学大会，邓小平提出“知识分子也是工人阶级的一部分”、“科学技术是第一生产力”之后，为“教育黑线”平反，恢复技术职称的评定……时代主题变化，社会时尚转向，这一思潮自然销声匿迹。

## 20世纪中后期
二十世纪七十年代末中国开始了经济体制改革，私营经济得到快速发展。社会上从事简单生产加工和贸易的第一批人通过简单的市场经济而得到经济收入的快速增长，而当时的公有制体制下的国家工作人员收入无法得到显著改善，流传着“造原子弹的不如卖茶叶蛋的，拿手术刀的不如拿杀猪刀的”不满言论，形成体脑倒挂现象，也导致了读书无用论一时的盛行。
1999年大学扩招后，大学生大量增加，师资和学校资源跟不上，无奈之下，大学增加了很多不实用专业和培养成本低的专业，在文凭主义的作祟下，为了获得文凭，学生们不管专业实用与否，照样报读这些专业，浪费了教育资源和家庭的财力，也浪费了学生的精力和时间。

## 21世紀后
1990年代以来，在经济大潮冲击下，金钱成为衡量人的价值的标准，讀書無用論的思潮重又悄然泛起。2000年代前后在教育费用猛涨（10年涨了20倍）、就业低潮的双重压力下，大学毕业不包分配、自谋职业，使得贫困群体（尤其是农村）负债读书、还债无望，初中生流失、辍学现象严重。是為農村的讀書無用論現象。
中国式的父母常以“书中自有黄金屋，书中自有颜如玉”的诗句来激励孩子读书，能赚多少钱获得多少功利，成为读书的价值所在。求学期间学校按照政府的规定要求学生要学的课程非常多，出来工作后发现，一般性的工作和日常生活，小学学的知识就可以应付，就算是要求有专业技能的职业，只需要训练一段就会掌握，不需要在求学期间学得的这么多不相干的知识。例如，香港小姐競選获奖佳丽及一些被TVB相中的佳丽，获得香港電視廣播有限公司签约，经过一段时间培训就可以拍电视剧。通过选美而投身演艺事业的张曼玉和通过参加新秀歌唱大賽投身歌唱事业和演艺事业的梅艳芳还取得不错的成就。而张曼玉和梅艳芳都没有正式读过电影学院和大学的音樂學系。上学时努力学的这么多么课程，却不能换取，能赚更多钱的本领，但用人单位、国有企业招工，尤其是国家选拨官员时流于形式，看重文凭和求职者就读的学校在社会上的排名，要求求职者出示文凭，就像魏晋时看重门阀出身一样。这样就出现了“读书没有，文凭有用”的论调，学生间流行着只求获得文凭，不求学得深入的“六十分万岁”的口号。在中国社会只看重学历的情况下，如果不为获得文凭而进行的读书和学习变得没有意义，变相削弱了人们读书的热情和积极性。 大学课程多，而且捆绑一些脱离实际不实用的课程一旦学生考生了名牌大学（提拔官员一般选名牌大学的毕业生），就处于放松的状态不努力学习，这些学生被选拔为国家官员后，工作也常常与大学所学的专业不对口，形成了教育资源的浪费。在大學擴招之后，大學畢業生數量暴增。相反的，社會上可提供的工作職位的增長卻跟不上畢業生數字的增長，導致「畢業即失業」的現象日益普遍，時有出現數百人搶一份工作的景況。而即使找到工作，起薪也大幅滑落。一些地方大學生的起薪甚至不如農民工。許多大學生為了逃避就業壓力，選擇繼續讀研究生課程。導致大學生就業形勢日益惡化的原因除了大學生本身數量的增加之外，也包括文凭主义导致學術腐敗，学生购买假文凭为自己镀金與應試教育而導致學生素質與能力日益低落，加之学校教育的課程设计，捆绑着大量不实用与生活和實際工作脫節的课程，如《马克思主义基本原理》《中国革命史》等，占用大量专业学习的时间，学生明知这些课程是学非所用，也要死記硬背地去应付考试，否则拿不到文凭，使學生产生厌学情绪，使得专业学习质量不高，加上教育占用大量的时间，工作实践的成长期减少，相对于以前的同龄人，学生虽然拿到了文凭，专业谋生技能却下降了，因而很多時候大學生已難以得到用人單位的垂青。
在中国以升学率和上线率（达到某一录取分数线，按照分数线由高至低被某些学校所录取）来衡量学校的质量，按照中国学校的传统，在升学考试前，学校为了提高升学率和上线率，会召集一批成绩不好的学生和偏科生开会，列举了社会上读书不多学历不高，却能赚大钱的人为例，以不读书同样有前途为主题，劝说成绩不好的学生和偏科生不要参加升学考试，学校为了本校的利益向成绩差的学生和偏科生灌输读书无用论。
1999年开始实行大学扩招后就業形勢惡化的同時，中國大學的學費卻急劇上漲，很多學生家長已難以承受。为交学费，穷人家庭在生活上尽一切可能节省开支，穷人家庭的子女毕业后发现就业情况不如预期，而所交的学费占了穷人家庭的大部分开支，这种付出与收获不成正比，导致穷人子女心理上的产生失落和不满。另一方面，许多高学历者在求职时抱有较高的期望，认为自己能够找到与其学历相匹配的高薪职位。然而在现实中，许多高学历者的专业技能与市场需求之间存在错位。市场对某些技能的需求不足，某些专业的毕业生供过于求，他们不得不接受低端工作，理想与现实的巨大落差导致这些高学历者长期处在精神内耗和情绪忧郁的状态。加之近年來，中國大陸的股票等資本市場交易極為活絡，人们通过实践和自学就能掌握投资技巧，而在学校学习的课程学非所用，社會上的「暴發戶」日增，中国社会很多时候用金钱衡量人，相對而言部分赚不到钱的知識分子地位下滑，也是讀書無用論的成因之一。
有人概括说，1960、1970年代是政治权力扼杀教育，2000年代则是教育产业化和多数人群被边缘化造成的经济困境扼杀教育。
20世纪80年代至2000年前，中国社会曾流行这样一句话，在学校里学计算，出来社会，计算却用计算器。21世纪随着科技的发展，学校学的技能很多已经可以被人工智能完成

## 各方意見

### 日本
松下電子創辦人松下幸之助表示，讀書不比實際操作有用，若是不愛讀書，也不必強迫讀書，畢竟讀書讀到大學出來，也不會有什麼用，畢竟你不完全懂你讀大學學了什麼。

### 加拿大
有学历不等于就有能力，2023年加拿大政府意识到这一点，调整香港移民政策，港人Stream B政策放宽，取消学历要求，其目的就是，使得没有学历而又有一技之长的人不会被埋没

### 美国
|                 | 高学历不一定带来高工资！ 大学以上的学历目前的附加值已经不存在了！ |
| ——保羅·克魯格曼 |                                                                   |

世界首富特斯拉公司和太空探索技术公司首席执行官埃隆·里夫·马斯克说，“他招聘员工，不看重学历，而是员工的潜能。”
随着知识经济和信息化的崛起，后经济全球化时代已经不再需要过时的教育体系批量生产出的毕业生。自动化机器人生产时代的开启，需要的是与之相匹配的高智能人才，旧的教育和知识已经不能适应新的需求，“读旧书无用、读死书无用”才是新世纪“读书无用论”的根源。

### 中国
在中国使用粤语的广府地区中，流行着这样的话【周身刀，冇张利】意思是：“全身都是刀，但没有一把是锋利的”。形容人什麼都懂一點，但没有專長。指出中国学校教育的弊端，学校教育课程非常多,分散了学生学习的精力与时间，且很多课程都是学非所用。教育出来的学生貌似什么都懂一点，但没有一样专长。
相关对口实用的知识，胜于在学校接受教育，学的十多门不实用的课程，鄭裕彤小學程度，在澳門周大福珠寶金行做学徒兼伙计，学习和实践相关的知识，郑裕彤接手周大福金行后，在他的带领下，周大福金行发展成周大福集團，鄭裕彤家族形成。

### 媒体
如果微软创始人比尔·盖茨，脸书创始人马克·扎克伯格，当年没有辍学就没有今天的成就，他们看准时机，毅然辍学，用读书的时间去创业。

### 民众
学的知识全部还给老师
学校教育不注重教授生活和工作所需要的实用知识，就算上了大学，学习本专业的同时，还要学捆绑着大量与所学专业不相干的课程，使得学生分散精力，专业学习质量下降。出来社会工作后，不常用的知识和不实用的知识往往会遗忘，民间流行一句话，“学的知识全部还给老师”，教育资源严重浪费。中国中央电视台在1998年至2008年期间制作的与观众互动性节目《幸运52》常用小学的知识去考出来社会工作的成年人，相当多的成年人被小学的知识所难倒，知识不用则忘，可见知识荒废的严重性。
一些学生偏科，一些课程学得很好，其他的课程学得不好，因为偏科的原因，升学考试总成绩不理想，被迫就读比较差的中学及分入慢班，差学校中，无心向学和品德差的学生比例高，偏科生被迫与这些问题学生做同学，对偏科生成长造成不良的影响，高考时由于偏科拖累总成绩，不参加高考，或考不上大学，被迫中止学业，该现象一般发生在2000年前，大学扩招前。1999年大学扩招后，就算考上大学，偏科生迫于形势对专业进行调整，不能在大学继续学习自己擅长的课程，学校教育变成了扼杀人才。
学校教育课程非常多，为了使学生集中精力学习这些课程，老师不鼓励课外学习非学校教育规定要学的东西，有些学生根据自己的需要学习教程以外的东西学得非常好，因而影响了在学校的学习成绩，而被老师和同学看不起，因为学校和老师，不鼓励课外学习非学校教育要学的东西，因而埋没了课外学习成才的可能，也埋没了人才。
进入21世纪资讯发达，人们所需要的知识可以在互联网等，很多渠道中获得，不需要到学校里接受将众多课程打包式灌输给学生的教育。

## 另見
- 第十名現象